# کونومائه
کونومائه (به ژاپنی: 香の前 こうのまえ) (تولد ۱۵۷۷ –مرگ ۱۶۴۱) یکی از زنان ژاپنی، در دوره آزوچی-مومویاما تا اوایل دوره ادو بود. ابتدا زیبایی وی توجه تویوتومی هیده‌یوشی را جلب کرد و یکی از همسران غیر اصلی هیده‌یوشی شد، سپس هیده‌یوشی وی را به داته ماسامونه بخشید و پس از اینکه با ماسامونه ازدواج کرد در سال ۱۵۹۸ یک دختر و در سال ۱۶۰۰ یک پسر به دنیا آورد. سپس همسر غیراصلی اونیوا تسوناموتو شد و همراه دو فرزندش به خانه تسوناموتو نقل مکان کرد.